# Vernayaz
Vernayaz (/vɛʀnaja/) est une commune suisse du canton du Valais, située dans le district de Saint-Maurice.

## Géographie

### Situation
La commune se situe sur la rive gauche du Rhône et du Trient, à la sortie des gorges du Trient, à 4 km au nord-ouest de Martigny et à 10 km au sud-sud-ouest de Saint-Maurice.
Elle comprend le village de Vernayaz et les hameaux de Miéville et de Gueuroz.
Le quartier situé sur la rive sud du Trient, la Verrerie, comprenant la gare de Vernayaz MC, est situé sur la commune de Martigny, mais il est toutefois rattaché à la localité de Vernayaz au niveau des adresses et du code postal.
Son territoire s'étend sur 5,6 km2. Lors du relevé de 2013-2018, les surfaces d'habitations et d'infrastructures représentaient 20,0 % de sa superficie, les surfaces agricoles 11,6 %, les surfaces boisées 57,4 % et les surfaces improductives 12,0 %.

### Transports publics
Vernayaz possède deux gares, situées sur deux lignes de chemin de fer : la gare de Vernayaz MC (sur la ligne Martigny-Châtelard) et la gare de Vernayaz (sur la ligne du Simplon).
La ligne de bus CarPostal 220 (Martigny - Evionnaz) dessert également le village de Vernayaz.

## Toponymie
Le nom de la commune, qui se prononce /vɛʀnaja/, dérive du nom d'arbre celtique uernā (aulne) et du suffixe collectif latin ētum au féminin. Il désigne donc initialement un « lieu planté de vernes ».
Sa première occurrence écrite date de 1279, sous la forme de Verneye.
La commune se nomme Varnèye en patois valaisan.
Le nom de la commune  s'est progressivement substitué à partir du XIIIe siècle à celui d'Ottanel (anciennement : Octanel, Octanez, Athonel), hameau disparu en 1535 sous un éboulement. 

## Histoire
La commune est fondée en 1912, de sa séparation d'avec la commune de Salvan.
Depuis août 2012, à l'occasion du centième anniversaire de cette séparation, les deux communes abritent le « Géoglyphe de Grand Tête », un itinéraire balisé formant le plus grand dessin de tête au monde, œuvre de l'artiste suisse Alain Monney.

## Population

### Gentilé et surnom
Les habitants de la commune se nomment les Varneyans.
Ils sont surnommés les Planains, soit les gens qui habitent en plaine en patois valaisan.

### Démographie

#### Évolution de la population
La commune compte 1 864 habitants au 31 décembre 2023 pour une densité de population de 333 hab/km2. Sur la période 2010-2023, sa population a augmenté de 5,4 % (canton : 17,0 % ; Suisse : 9,4 %).  

#### Pyramide des âges
En 2023, le taux de personnes de moins de 30 ans s'élève à 32,1 %, au-dessus de la valeur cantonale (31 %). Le taux de personnes de plus de 60 ans est quant à lui de 25,7 %, alors qu'il est de 27,5 % au niveau cantonal.
La même année, la commune compte 950 hommes pour 914 femmes, soit un taux de 51 % d'hommes, supérieur à celui du canton (49,9 %).
| Hommes | Classe d’âge | Femmes |
| ------ | ------------ | ------ |
| 1,3    | 90 ans ou +  | 1,4    |
| 6,5    | 75 à 89 ans  | 10,2   |
| 15,3   | 60 à 74 ans  | 16,7   |
| 23,8   | 45 à 59 ans  | 21,9   |
| 19,6   | 30 à 44 ans  | 19,3   |
| 19,2   | 15 à 29 ans  | 16,3   |
| 14,4   | - de 14 ans  | 14,2   |

| Hommes | Classe d’âge | Femmes |
| ------ | ------------ | ------ |
| 0,6    | 90 ans ou +  | 1,3    |
| 8,0    | 75 à 89 ans  | 10,1   |
| 17,1   | 60 à 74 ans  | 17,9   |
| 21,0   | 45 à 59 ans  | 20,7   |
| 21,3   | 30 à 44 ans  | 20,1   |
| 17,3   | 15 à 29 ans  | 16,0   |
| 14,7   | - de 14 ans  | 14,0   |

## Culture et patrimoine

### Personnalités liées à la commune
- Jérôme Meizoz (1967-), écrivain, 2000[14]
- Noëlle Revaz (1968-), écrivain, 2004
- Philippe Revaz (1974-), journaliste et présentateur du journal télévisé de la RTS

### Héraldique
| Blason | Blasonnement : « Écartelé aux 1 et 4 de gueules à la croix tréflée d'argent, et aux 2 et 3 de sable à l'étoile d'or ; une vergette ondée d'argent brochant sur le tout. » |

Les armoiries de Vernayaz sont utilisées depuis 1918. La croix est une référence à l'abbaye de Saint-Maurice, la vergette ondée rappelle soit le Trient soit la Pissevache et l'étoile symbolise Ottanel, la localité ayant précédé Vernayaz à son emplacement.